# تیرامین
تیرامین یک مونوآمین مشتق از اسید آمینه تیروزین است که به‌طور طبیعی در تعدادی از غذاها وجود دارد. این ماده در اثر شکستن زنجیره پروتئینی غذاهای مانده به وجود می‌آید. تیرامین با آزاد سازی کاتکول آمین ها اثرات سمپاتیکی (از جمله افزایش فشار خون) ایجاد می‌کند. به ویژه در مصرف همزمان غذاهای حاوی تیرامین با داروهای مهارکننده مونو آمین اکسیداز (MAOI) خطر ایجاد افزایش فشار خون اورژانسی را بالا می‌برد بنابراین باید از مصرف همزمان آنها پرهیز شود.
سیستم گوارش برای تجزیه تیرامین کار میکند و جلوی تجمع تیرامین را میگیرد. آنزیم تجزیه کننده تیرامین مونو آمین اکسیداز نام دارد.
معمولا  مقدار مونوامین اکسیداز در افراد متفاوت است.
اگر مونوامین‌اکسیداز بدن صرف تجزیه تیرامین  اضافی حاصل از مواد غذایی مانده شود 
مونوآمین های مغز مثل سروتونین اکسید نمیشود و با افزایش سطح سروتونین سردرد .افزایش فشار خون و افسردگی رخ خواهد داد. معمولاً هر قدر ماده غذایی پروتئینی مانده‌تر باشد، تیرآمین آن نیز بیشتر خواهد بود. میزان تیرآمین در پنیر، با توجه به نوع فرایند، نوع تخمیر، قدمت، نوع فساد و حتی نوع آلودگی باکتریایی متفاوت است.

پرهیز از مصرف مواد غذایی حاوی تیرآمین مانند پنیر مانده، نوشیدنی‌های الکلی، برخی گوشت‌های فرآوری‌شده، سویا، میوه های خیلی رسیده و غذاهای ایجادکننده فشار خون، به خصوص برای افرادی که از داروهای بازدارنده مونوآمین اکسیداز MAOi برای درمان سردرد  و افسردگی خود استفاده می‌کنند، ضروری به نظر می‌رسد.
داروهای ضد افسردگی گروه MAOi  مثل سلرژین ب علت عوارض جانبی زیاد خط درمان آخر درمان حساب میشوند
تیرامین موجب آزاد شدن کتکول آمینها (مانند اپی نفرین) می‌شود البته نمی‌تواند از سد خونی مغزی عبور کند. خوردن غذاهای حاوی تیرامین همزمان با مصرف داروهای مهارکننده مونوآمین اکسیدازها موجب افزایش فشار خون و حمله های میگرنی میشود و ممکن است طوفان سرتونین ایجاد کند .

## ارتباط تیرامین و یون مس
مس یک یون هادی و انتقال دهنده عصبی است در صورت تجمع بیش از حد یون مس در بدن و کاهش مونو آمینو اکسیداز مقدار جریان تیرامین بیشتر و دردسترس سلول های بیشتری خواهد بود

## نگارخانه